# Neuenkirchen (Landkreis Osnabrück)
 For alternative betydninger, se Neuenkirchen. (Se også artikler, som begynder med Neuenkirchen)
Neuenkirchen er en kommune med godt 4.500 indbyggere (2013). Den er administrationsby i Samtgemeinde Neuenkirchen, beliggende i den nordvestlige del af Landkreis Osnabrück, i den tyske delstat Niedersachsen.

## Geografi
Neuenkirchen ligger syd for Ankumer Höhe, omkring 20 km nordvest for Osnabrück.

### Nabokommuner
Neuenkirchen grænser mod nord til Merzen, mod vest til Voltlage, mod øst til Bramsche og mod syd til kommunerne Westerkappeln, Mettingen og Recke i Kreis Steinfurt i delstaten Nordrhein-Westfalen.

### Inddeling
I kommunen ligger landsbyerne og bebyggelserne: Neuenkirchen, Limbergen, Lintern, Rothertshausen, Steinfeld und Vinte.